# Zersenay Tadesse
Zersenay Tadesse, född den 8 februari 1982 i Adi Bana, är en friidrottare från Eritrea som tävlar i långdistanslöpning.
Tadesse deltog vid VM 2003 i Paris där han slutade åtta på 5 000 meter. Vid Olympiska sommarspelen 2004 blev han bronsmedaljör på 10 000 meter och han slutade sjua på 5 000 meter. Vid VM 2005 i Helsingfors blev han sexa på 10 000 meter. 
Under 2007 blev han fyra på 10 000 meter vid VM i Osaka, vann VM-guld i Halvmaraton samt vann VM-guld i terränglöpning. 
Under 2008 försvarade han sitt guld i halvmaraton och han deltog även vid Olympiska sommarspelen 2008 där han blev femma på 10 000 meter.
Vid VM 2009 i Berlin blev han silvermedaljör bakom Kenenisa Bekele i ett lopp där Tadesse drog hela loppet igenom i ett högt tempo. Till slut var det bara Bekele som kunde följa och som på sista varvet spurtade förbi till seger. 
År 2010 slog han världsrekordet på halvmaraton, med tiden 58.23, i Lissabon.

## Personliga rekord
- 5 000 meter - 12.59,27
- 10 000 meter - 26.37,25
- Halvmaraton - 58.23